# محمد حکاک
محمد حکاک (درگذشته در ۲۲ تیر ۱۳۹۰) استاد مخابرات دانشگاه تربیت مدرس بود.

## زندگی
محمد حکاک تحصیلات خود را در مقطع کارشناسی در سال ۱۳۴۲ از دانشگاه بغداد و در مقاطع کارشناسی ارشد و دکتری مهندسی برق (مخابرات) به ترتیب در سال‌های ۱۳۴۷ و ۱۳۵۰ در دانشگاه ایلینوی آمریکا به پایان رسانده‌است. او از سال ۱۳۵۰ تا ۱۳۵۹ دانشیار دانشگاه بغداد و از ۱۳۵۹ تا ۱۳۷۲ پژوهشگر ارشد مرکز تحقیقات مخابرات ایران بود و سپس به عضویت هیئت علمی دانشگاه تربیت مدرس پیوست و تا هنگام مرگ، در مرتبه استاد تمام مشغول تدریس و پژوهش بود.

## فعالیت‌ها
او سوابق اجرائی و صنعتی متعددی دارد، از جمله ریاست بخش مهندسی برق در دانشگاه بغداد (از ۱۳۵۴ تا ۱۳۵۹)، ریاست بخش انتقال رادیوئی ونوری در مرکز تحقیقات مخابرات ایران (از ۱۳۶۴ تا ۱۳۷۲)، عضویت هیئت مدیره شرکت صنایع میکروموج (از ۱۳۷۱ تا ۱۳۷۶)، ریاست مرکز تحقیقات مخابرات ایران (از ۱۳۷۶ تا ۱۳۷۹) و ریاست پژوهشکده انتقال در آن مرکز (از ۱۳۸۲ تا ۱۳۸۵).
زمینه‌های آموزشی وتحقیقاتی او شامل آنتنهای مایکروویو، انتشار امواج، مدارات مایکروویو، مخابرات سیار، مخابرات ماهواره ای و فن آوری فضائی بود. او بیش از ۱۵ طرح پژوهشی انجام داد، ۱۰ رساله دکتری و ۵۵ پایان‌نامه کارشناسی ارشد راهنمائی کرد و ۷ کتاب تألیفی یا ترجمه‌ای، ۵۵ مقاله مجله ای و بیش از ۱۱۵ مقاله کنفرانسی منتشر کرد. همچنین سردبیر مجله علمی پژوهشی فنی و مهندسی مدرس و عضو هیئت تحریریه ۳ مجله علمی پژوهشی دیگر بود.
محمد حکاک در طول ۳۵ سال گذشته عضویت و همکاری در انجمنهای علمی خارجی وداخلی داشت، از جمله عضو ارشد انجمن مهندسین برق و الکترونیک IEEE آمریکا (از سال ۱۹۸۴)، عضو برجسته انجمن مهندسین برق IEE انگلیس (از سال ۱۹۹۰)، عضو ارشد انجمن برق والکترونیک ایران IAEEE (از سال ۱۳۷۲)، عضو انجمن فیزیک ایران (از سال ۱۳۷۰) و عضو انجمن فناوری اطلاعات وارتباطات ایران (از سال ۱۳۸۴). همچنین او در برگزاری کنفرانسی ملی و بین‌المللی تخصصی مشارکت مداوم داشت، از جمله سری سمپوزیوم بین‌المللی مخابرات (IST) و سری کنفرانس مهندسی برق ایران (ICEE). او در سال ۱۳۸۴ به عنوان استاد نمونه کشوری معرفی شد.

## آثار
- کنترل استراتژیک، پیتر لارنج، مایکل اسکات مورتن، سومانترا گوشل، سیدمحمد اعرابی (مترجم)، محمد حکاک (مترجم)، تهران: دفتر پژوهشهای فرهنگی
- اندازه‌گیری مشخصات سیستمهای آنتن مخابرات سیار، هیرویوکی آرای، محمد حکاک (مترجم)، فرخ آرزم (مترجم)، تهران: بقعه
- مبانی طراحی مخابرات سیار، ویلیام سی. وای. لی، مترجم: محمد حکاک، مسعود کهریزی، تهران: مرکز نشر دانشگاهی
- مخابرات سیار ماهواره‌ای، برونو پاتان، سیدمحمد حکاک (مترجم)، اسرافیل جداری (مترجم)، تهران: نص